# Kamień (Ruciane-Nida)
Kamień (deutsch Kamien, 1938 bis 1945 Keilern) ist ein kleiner Ort in der polnischen Woiwodschaft Ermland-Masuren. Er gehört zur Gmina Ruciane-Nida (Stadt- und Landgemeinde Rudczanny/Niedersee-Nieden) im Powiat Piski (Kreis Johannisburg).
Der heutige Weiler (polnisch Osada) Kamień, gelegen am Westufer des Beldahnsees (polnisch Jezioro Bełdany), wurde 1707 gegründet und bestand in seinem Kern aus einer Ziegelei mit ein paar Gehöften. Bis 1938 war „Kamien“ sein Ortsname. 1874 wurde der Ort in den neu errichteten Amtsbezirk Nikolaiken (polnisch Mikołajki) eingegliedert, der – nach 1931 in „Amtsbezirk Bubrowko“, 1938 in „Amtsbezirk Biebern“ umbenannt – zum Kreis Sensburg im Regierungsbezirk Gumbinnen (ab 1905: Regierungsbezirk Allenstein) in der preußischen Provinz Ostpreußen gehörte. 46 Einwohner zählte Kamien 1910, 30 waren es 1925. Am 1. Oktober 1937 wurde Kamien zusammen mit dem Nachbarort Gonschor (1938 bis 1945 Gonscher, polnisch Gąsior) in die Gemeinde Isnothen (polnisch Iznota) eingemeindet. Aus politisch-ideologischen Gründen der Abwehr fremdländisch erscheinender Ortsnamen wurde Kamien 1938 in „Keilern“ umbenannt. Bis 1945 war der Ort in die evangelische Kirche Alt Ukta in der Kirchenprovinz Ostpreußen der Kirche der Altpreußischen Union sowie in die römisch-katholische Kirche Sensburg im Bistum Ermland eingepfarrt.
1945 wurde das südliche Ostpreußen und mit ihm auch Keilern in Kriegsfolge nach Polen überstellt. Der Ort erhielt die polnische Namensform „Kamień“ und gehört jetzt als Ortschaft zum Verbund der Stadt- und Landgemeinde Ruciane-Nida (Rudczanny/Niedersee-Nieden) im Powiat Piski (Kreis Johannisburg), bis 1998 der Woiwodschaft Suwałki, seither der Woiwodschaft Ermland-Masuren zugeordnet. Verkehrstechnisch ist Kamień über eine Stichstraße an die von Ruciane-Nida nach Iznota führende Nebenstraße angebunden, während ein Bahnanschluss nicht vorhanden ist. Kirchlich ist Kamień nach Ukta orientiert: zur Pfarrei der Kreuzerhöhungskirche im Bistum Ełk der römisch-katholischen Kirche in Polen bzw. zur Petrikirche, einer Filialkirche der Pfarrei Mikołajki in der Diözese Masuren der Evangelisch-Augsburgischen Kirche in Polen.